# Circuito de Selecciones Femeninas 2023
El circuito de Selecciones Femeninas de 2023 fue una serie de torneos regionales de rugby 7 disputados por los seleccionados femeninos de la uniones provinciales afiliadas a la Unión Argentina de Rugby, los cuales fueron clasificatorios para el Seven de la República Femenino 2023 y el Seven de la República Femenino Juvenil 2023. Los torneos se disputaron entre el 28 de octubre y el 17 de noviembre de 2023.
El método de clasificación al Seven de la República se mantuvo respecto a la temporada anterior: en juveniles (12 equipos), clasificaron los seis campeones regionales y los seis no clasificados con mayor cantidad de jugadoras fichadas en la categoría. En mayores (16 equipos), clasificaron los campeones y subcampeones de cada región, junto a los cuatro 3.° con mayor cantidad de fichajes.

## Torneo Regional Centro
El Torneo de la Región Centro se disputó el 5 de noviembre en Yarará, anexo del Paraná Rowing Club en la Provincia de Entre Ríos. Además de los torneos clasificatorios para el Seven de la República Femenino, se disputó un torneo de carácter amistoso en la categoría Pre-Juveniles entre los seleccionados de Rosario, Entre Ríos y Santa Fe.

### Mayores
| Pos. | Equipos    | Partidos | Partidos | Partidos | Tantos | Tantos | Tantos |
| Pos. | Equipos    | G        | E        | P        | PF     | PC     | DP     |
| ---- | ---------- | -------- | -------- | -------- | ------ | ------ | ------ |
| 1.°  | Córdoba    | 3        | 0        | 0        | 96     | 7      | +89    |
| 2.°  | Rosario    | 2        | 0        | 1        | 47     | 41     | +6     |
| 3.°  | Entre Ríos | 0        | 1        | 2        | 10     | 48     | -38    |
| 4.°  | Santa Fe   | 0        | 1        | 2        | 10     | 67     | -57    |

|  | Clasifica a Zona Campeonato. |
|  | Clasifica a Zona Desarrollo. |

| 5 de noviembre | Rosario | 33 - 5  | Santa Fe | Paraná Rowing Club, Paraná |  |
|                |         | Reporte |          |                            |  |

| 5 de noviembre | Córdoba | 36 - 0  | Entre Ríos | Paraná Rowing Club, Paraná |  |
|                |         | Reporte |            |                            |  |

| 5 de noviembre | Córdoba | 29 - 0  | Santa Fe | Paraná Rowing Club, Paraná |  |
|                |         | Reporte |          |                            |  |

| 5 de noviembre | Rosario | 7 - 5   | Entre Ríos | Paraná Rowing Club, Paraná |  |
|                |         | Reporte |            |                            |  |

| 5 de noviembre | Santa Fe | 5 - 5   | Entre Ríos | Paraná Rowing Club, Paraná |  |
|                |          | Reporte |            |                            |  |

| 5 de noviembre | Córdoba | 31 - 7  | Rosario | Paraná Rowing Club, Paraná |  |
|                |         | Reporte |         |                            |  |

### Juveniles
| Pos. | Equipos    | Partidos | Partidos | Partidos | Tantos | Tantos | Tantos |
| Pos. | Equipos    | G        | E        | P        | PF     | PC     | DP     |
| ---- | ---------- | -------- | -------- | -------- | ------ | ------ | ------ |
| 1.°  | Córdoba    | 3        | 0        | 0        | 60     | 12     | +48    |
| 2.°  | Rosario    | 2        | 0        | 1        | 67     | 12     | +55    |
| 3.°  | Entre Ríos | 1        | 0        | 2        | 31     | 29     | +2     |
| 4.°  | Santa Fe   | 0        | 0        | 3        | 5      | 110    | -105   |

|  | Campeón. Clasifica de forma directa.       |
|  | Clasifica por cant. de jugadoras fichadas. |

| 5 de noviembre | Santa Fe | 5 - 26  | Entre Ríos | Paraná Rowing Club, Paraná |  |
|                |          | Reporte |            |                            |  |

| 5 de noviembre | Córdoba | 12 - 7  | Rosario | Paraná Rowing Club, Paraná |  |
|                |         | Reporte |         |                            |  |

| 5 de noviembre | Rosario | 48 - 0  | Santa Fe | Paraná Rowing Club, Paraná |  |
|                |         | Reporte |          |                            |  |

| 5 de noviembre | Córdoba | 12 - 5  | Entre Ríos | Paraná Rowing Club, Paraná |  |
|                |         | Reporte |            |                            |  |

| 5 de noviembre | Córdoba | 36 - 0  | Santa Fe | Paraná Rowing Club, Paraná |  |
|                |         | Reporte |          |                            |  |

| 5 de noviembre | Rosario | 12 - 0  | Entre Ríos | Paraná Rowing Club, Paraná |  |
|                |         | Reporte |            |                            |  |

## Torneo Regional NEA
El Torneo Regional del Nordeste se llevó a cabo el 12 de noviembre en las instalaciones del Sixty Rugby Club en Resistencia, Provincia del Chaco. La Unión de Rugby del Nordeste no presentó equipo en la categoría Juveniles.

### Mayores
| Pos. | Equipos  | Partidos | Partidos | Partidos | Tantos | Tantos | Tantos |
| Pos. | Equipos  | G        | E        | P        | PF     | PC     | DP     |
| ---- | -------- | -------- | -------- | -------- | ------ | ------ | ------ |
| 1.°  | Nordeste | 2        | 0        | 0        |        |        |        |
| 2.°  | Formosa  | 1        | 0        | 1        |        |        |        |
| 3.°  | Misiones | 0        | 0        | 2        | 12     | 51     | -39    |

|  | Clasifica a Zona Campeonato. |
|  | Clasifica a Zona Desarrollo. |

| 12 de noviembre | Misiones | 12 - 19 | Formosa | Sixty Rugby Club, Resistencia |  |
|                 |          | Reporte |         |                               |  |

| 12 de noviembre | Nordeste | G.P. - P.P. | Formosa | Sixty Rugby Club, Resistencia |  |
|                 |          | Reporte     |         |                               |  |

| 12 de noviembre | Nordeste | 32 - 0  | Misiones | Sixty Rugby Club, Resistencia |  |
|                 |          | Reporte |          |                               |  |

### Juvenil
| Pos. | Equipos  | Partidos | Partidos | Partidos | Tantos | Tantos | Tantos |
| Pos. | Equipos  | G        | E        | P        | PF     | PC     | DP     |
| ---- | -------- | -------- | -------- | -------- | ------ | ------ | ------ |
| 1.°  | Misiones | 1        | 0        | 0        | 29     | 0      | +29    |
| 2.°  | Formosa  | 0        | 0        | 1        | 0      | 29     | -29    |

|  | Campeón. Clasifica de forma directa.       |
|  | Clasifica por cant. de jugadoras fichadas. |

| 12 de noviembre | Misiones | 29 - 0  | Formosa | Sixty Rugby Club, Resistencia |  |
|                 |          | Reporte |         |                               |  |

## Torneo Regional NOA
El Torneo Regional del Noroeste se llevó a cabo el 28 de octubre en las instalaciones de Tigres Rugby Club en Villa San Lorenzo, Provincia de Salta. La Unión de Rugby de Tucumán se quedó con ambos torneos de forma invicta y sin recibir puntos en contra.

### Mayores
| Pos. | Equipos         | Partidos | Partidos | Partidos | Tantos | Tantos | Tantos |
| Pos. | Equipos         | G        | E        | P        | PF     | PC     | DP     |
| ---- | --------------- | -------- | -------- | -------- | ------ | ------ | ------ |
| 1.°  | Tucumán         | 3        | 0        | 0        | 163    | 0      | +163   |
| 2.°  | Salta           | 2        | 0        | 1        | 50     | 58     | -8     |
| 3.°  | Sgo. del Estero | 1        | 0        | 2        | 31     | 90     | -59    |
| 4.°  | Jujuy           | 0        | 0        | 3        | 0      | 96     | -96    |

|  | Clasifica a Zona Campeonato. |
|  | Clasifica a Zona Desarrollo. |

| 28 de octubre | Salta | 26 - 0  | Jujuy | Tigres Rugby Club, Villa San Lorenzo |  |
|               |       | Reporte |       |                                      |  |

| 28 de octubre | Tucumán | 66 - 0  | Santiago del Estero | Tigres Rugby Club, Villa San Lorenzo |  |
|               |         | Reporte |                     |                                      |  |

| 28 de octubre | Tucumán | 51 - 0  | Jujuy | Tigres Rugby Club, Villa San Lorenzo |  |
|               |         | Reporte |       |                                      |  |

| 28 de octubre | Santiago del Estero | 12 - 24 | Salta | Tigres Rugby Club, Villa San Lorenzo |  |
|               |                     | Reporte |       |                                      |  |

| 28 de octubre | Jujuy | 0 - 19 | Santiago del Estero | Tigres Rugby Club, Villa San Lorenzo |  |

| 28 de octubre | Salta | 0 - 46  | Tucumán | Tigres Rugby Club, Villa San Lorenzo |  |
|               |       | Reporte |         |                                      |  |

### Juvenil
| Pos. | Equipos | Partidos | Partidos | Partidos | Tantos | Tantos | Tantos |
| Pos. | Equipos | G        | E        | P        | PF     | PC     | DP     |
| ---- | ------- | -------- | -------- | -------- | ------ | ------ | ------ |
| 1.°  | Tucumán | 1        | 0        | 0        | 31     | 0      | +31    |
| 2.°  | Salta   | 0        | 0        | 1        | 0      | 31     | -31    |

|  | Campeón. Clasifica de forma directa.       |
|  | Clasifica por cant. de jugadoras fichadas. |

| 28 de octubre | Tucumán | 31 - 0  | Salta | Tigres Rugby Club, Villa San Lorenzo |  |
|               |         | Reporte |       |                                      |  |

## Torneo Regional Oeste
El Torneo Regional del Oeste se llevó a cabo el 11 de noviembre en las instalaciones del Peumayén Rugby Club en Luján de Cuyo, Provincia de Mendoza. La Unión de Rugby de Cuyo se quedó con el torneo en ambas categorías.

### Mayores
| Pos. | Equipos  | Partidos | Partidos | Partidos | Tantos | Tantos | Tantos |
| Pos. | Equipos  | G        | E        | P        | PF     | PC     | DP     |
| ---- | -------- | -------- | -------- | -------- | ------ | ------ | ------ |
| 1.°  | Cuyo     | 3        | 0        | 0        | 92     | 12     | +80    |
| 2.°  | Andina   | 2        | 0        | 1        | 68     | 15     | +53    |
| 3.°  | San Juan | 1        | 0        | 2        | 22     | 92     | -70    |
| 4.°  | San Luis | 0        | 0        | 3        | 12     | 75     | -63    |

|  | Clasifica a Zona Campeonato. |
|  | Clasifica a Zona Desarrollo. |

| 11 de noviembre | Cuyo | 34 - 0  | San Luis | Peumayén Rugby Club, Luján de Cuyo |  |
|                 |      | Reporte |          |                                    |  |

| 11 de noviembre | San Juan | 0 - 37  | Andina | Peumayén Rugby Club, Luján de Cuyo |  |
|                 |          | Reporte |        |                                    |  |

| 11 de noviembre | Andina | 24 - 0  | San Luis | Peumayén Rugby Club, Luján de Cuyo |  |
|                 |        | Reporte |          |                                    |  |

| 11 de noviembre | Cuyo | 43 - 5  | San Juan | Peumayén Rugby Club, Luján de Cuyo |  |
|                 |      | Reporte |          |                                    |  |

| 11 de noviembre | San Juan | 17 - 12 | San Luis | Peumayén Rugby Club, Luján de Cuyo |  |
|                 |          | Reporte |          |                                    |  |

| 11 de noviembre | Cuyo | 15 - 7  | Andina | Peumayén Rugby Club, Luján de Cuyo |  |
|                 |      | Reporte |        |                                    |  |

### Juveniles
| Pos. | Equipos | Partidos | Partidos | Partidos | Tantos | Tantos | Tantos |
| Pos. | Equipos | G        | E        | P        | PF     | PC     | DP     |
| ---- | ------- | -------- | -------- | -------- | ------ | ------ | ------ |
| 1.°  | Cuyo    | 1        | 0        | 0        | 55     | 0      | +55    |
| 2.°  | Andina  | 0        | 0        | 1        | 0      | 55     | -55    |

|  | Campeón. Clasifica de forma directa.       |
|  | Clasifica por cant. de jugadoras fichadas. |

| 11 de noviembre | Cuyo | 55 - 0  | Andina | Peumayén Rugby Club, Luján de Cuyo |  |
|                 |      | Reporte |        |                                    |  |

## Torneo Regional Pampeano
El Torneo Regional Pampeano fue organizado por la Unión de Rugby del Sur y se llevó a cabo el 17 de noviembre en las instalaciones del Palihue Rugby y Hockey Club de Bahía Blanca. Los seleccionados de la URBA se quedaron con ambos torneos.

### Mayores
| Pos. | Equipos       | Partidos | Partidos | Partidos | Tantos | Tantos | Tantos |
| Pos. | Equipos       | G        | E        | P        | PF     | PC     | DP     |
| ---- | ------------- | -------- | -------- | -------- | ------ | ------ | ------ |
| 1.°  | Buenos Aires  | 3        | 0        | 0        | 118    | 0      | +118   |
| 2.°  | Sur           | 2        | 0        | 1        | 37     | 46     | -9     |
| 3.°  | Oeste         | 1        | 0        | 2        | 37     | 60     | -23    |
| 4.°  | Mar del Plata | 0        | 0        | 3        | 0      | 86     | -86    |

|  | Clasifica a Zona Campeonato. |
|  | Clasifica a Zona Desarrollo. |

| 17 de noviembre | Buenos Aires | 38 - 0  | Oeste | Palihue Rugby y Hockey Club, Bahía Blanca |  |
|                 |              | Reporte |       |                                           |  |

| 17 de noviembre | Sur | 15 - 0  | Mar del Plata | Palihue Rugby y Hockey Club, Bahía Blanca |  |
|                 |     | Reporte |               |                                           |  |

| 17 de noviembre | Buenos Aires | 41 - 0  | Sur | Palihue Rugby y Hockey Club, Bahía Blanca |  |
|                 |              | Reporte |     |                                           |  |

| 17 de noviembre | Oeste | 32 - 0  | Mar del Plata | Palihue Rugby y Hockey Club, Bahía Blanca |  |
|                 |       | Reporte |               |                                           |  |

| 17 de noviembre | Sur | 22 - 5  | Oeste | Palihue Rugby y Hockey Club, Bahía Blanca |  |
|                 |     | Reporte |       |                                           |  |

| 17 de noviembre | Buenos Aires | 39 - 0  | Mar del Plata | Palihue Rugby y Hockey Club, Bahía Blanca |  |
|                 |              | Reporte |               |                                           |  |

### Juveniles
| Pos. | Equipos       | Partidos | Partidos | Partidos | Tantos | Tantos | Tantos |
| Pos. | Equipos       | G        | E        | P        | PF     | PC     | DP     |
| ---- | ------------- | -------- | -------- | -------- | ------ | ------ | ------ |
| 1.°  | Buenos Aires  | 3        | 0        | 0        | 89     | 5      | +84    |
| 2.°  | Oeste         | 2        | 0        | 1        | 39     | 39     | +0     |
| 3.°  | Sur           | 1        | 0        | 2        | 55     | 29     | +26    |
| 4.°  | Mar del Plata | 0        | 0        | 3        | 0      | 110    | -100   |

|  | Campeón. Clasifica de forma directa.       |
|  | Clasifica por cant. de jugadoras fichadas. |

| 17 de noviembre | Buenos Aires | 34 - 0  | Oeste | Palihue Rugby y Hockey Club, Bahía Blanca |  |
|                 |              | Reporte |       |                                           |  |

| 17 de noviembre | Sur | 45 - 0  | Mar del Plata | Palihue Rugby y Hockey Club, Bahía Blanca |  |
|                 |     | Reporte |               |                                           |  |

| 17 de noviembre | Buenos Aires | 17 - 5  | Sur | Palihue Rugby y Hockey Club, Bahía Blanca |  |
|                 |              | Reporte |     |                                           |  |

| 17 de noviembre | Oeste | 27 - 0  | Mar del Plata | Palihue Rugby y Hockey Club, Bahía Blanca |  |
|                 |       | Reporte |               |                                           |  |

| 17 de noviembre | Sur | 5 - 12  | Oeste | Palihue Rugby y Hockey Club, Bahía Blanca |  |
|                 |     | Reporte |       |                                           |  |

| 17 de noviembre | Buenos Aires | 38 - 0  | Mar del Plata | Palihue Rugby y Hockey Club, Bahía Blanca |  |
|                 |              | Reporte |               |                                           |  |

## Torneo Regional Patagónico
El Torneo Regional Patagónico se llevó a cabo el 28 y 29 de octubre en las instalaciones del Bigornia Club en Rawson, Provincia del Chubut. La Unión de Rugby del Alto Valle se quedó con el torneo en ambas categorías.

### Mayores
| Pos. | Equipos          | Partidos | Partidos | Partidos | Tantos | Tantos | Tantos |
| Pos. | Equipos          | G        | E        | P        | PF     | PC     | DP     |
| ---- | ---------------- | -------- | -------- | -------- | ------ | ------ | ------ |
| 1.°  | Alto Valle       | 4        | 0        | 0        | 135    | 7      | +128   |
| 2.°  | Austral          | 3        | 0        | 1        | 75     | 48     | +27    |
| 3.°  | Chubut           | 2        | 0        | 2        | 57     | 57     | +0     |
| 4.°  | Tierra del Fuego | 1        | 0        | 3        | 39     | 79     | -40    |
| 5.°  | Lagos del Sur    | 0        | 0        | 4        | 5      | 120    | -115   |

|  | Clasifica a Zona Campeonato. |
|  | Clasifica a Zona Desarrollo. |

| 28 de octubre | Alto Valle | 43 - 0  | Austral | Bigornia Club, Rawson |  |
|               |            | Reporte |         |                       |  |

| 28 de octubre | Chubut | 28 - 5  | Lagos del Sur | Bigornia Club, Rawson |  |
|               |        | Reporte |               |                       |  |

| 28 de octubre | Tierra del Fuego | 0 - 29  | Alto Valle | Bigornia Club, Rawson |  |
|               |                  | Reporte |            |                       |  |

| 28 de octubre | Lagos del Sur | 0 - 27  | Austral | Bigornia Club, Rawson |  |
|               |               | Reporte |         |                       |  |

| 28 de octubre | Tierra del Fuego | 10 - 17 | Chubut | Bigornia Club, Rawson |  |
|               |                  | Reporte |        |                       |  |

| 29 de octubre | Alto Valle | 36 - 0  | Lagos del Sur | Bigornia Club, Rawson |  |
|               |            | Reporte |               |                       |  |

| 29 de octubre | Austral | 33 - 0  | Tierra del Fuego | Bigornia Club, Rawson |  |
|               |         | Reporte |                  |                       |  |

| 29 de octubre | Chubut | 7 - 27  | Alto Valle | Bigornia Club, Rawson |  |
|               |        | Reporte |            |                       |  |

| 29 de octubre | Lagos del Sur | 0 - 29  | Tierra del Fuego | Bigornia Club, Rawson |  |
|               |               | Reporte |                  |                       |  |

| 29 de octubre | Austral | 15 - 5  | Chubut | Bigornia Club, Rawson |  |
|               |         | Reporte |        |                       |  |

### Juveniles
| Pos. | Equipos          | Partidos | Partidos | Partidos | Tantos | Tantos | Tantos |
| Pos. | Equipos          | G        | E        | P        | PF     | PC     | DP     |
| ---- | ---------------- | -------- | -------- | -------- | ------ | ------ | ------ |
| 1.°  | Alto Valle       | 3        | 0        | 0        | 88     | 17     | +71    |
| 2.°  | Lagos del Sur    | 1        | 1        | 1        | 54     | 37     | +17    |
| 3.°  | Austral          | 1        | 1        | 1        | 49     | 36     | +13    |
| 4.°  | Tierra del Fuego | 0        | 0        | 3        | 0      | 101    | -101   |

|  | Campeón. Clasifica de forma directa.       |
|  | Clasifica por cant. de jugadoras fichadas. |

| 28 de octubre | Tierra del Fuego | 0 - 34  | Lagos del Sur | Bigornia Club, Rawson |  |
|               |                  | Reporte |               |                       |  |

| 28 de octubre | Austral | 12 - 21 | Alto Valle | Bigornia Club, Rawson |  |
|               |         | Reporte |            |                       |  |

| 28 de octubre | Lagos del Sur | 5 - 22  | Alto Valle | Bigornia Club, Rawson |  |
|               |               | Reporte |            |                       |  |

| 29 de octubre | Tierra del Fuego | 0 - 22  | Austral | Bigornia Club, Rawson |  |
|               |                  | Reporte |         |                       |  |

| 29 de octubre | Austral | 15 - 15 | Lagos del Sur | Bigornia Club, Rawson |  |
|               |         | Reporte |               |                       |  |

| 29 de octubre | Tierra del Fuego | 0 - 45  | Alto Valle | Bigornia Club, Rawson |  |
|               |                  | Reporte |            |                       |  |